# Cinciș-Cerna
Cinciș-Cerna – wieś w Rumunii, w okręgu Hunedoara, w gminie Teliucu Inferior. W 2011 roku liczyła 659 mieszkańców.